# 市羽村
市羽村（いちばむら）は栃木県芳賀郡に属していた村である。現在は市貝町の一部となっている。

## 地理
現在の市貝町の南部に位置する。
- 山岳：御岳山、観音山
- 河川：小貝川、桜川

## 歴史
名前は市塙村の市と赤羽村の羽を組み合わせて命名された。

### 沿革
- 1889年（明治22年）4月1日 - 町村制施行により、市塙村、赤羽村、上根村、多田羅村、石下村、笹原田村が合併し芳賀郡市羽村が成立する。市塙・赤羽・上根・多田羅・石下・笹原田が市羽村の大字となる。
- 1954年（昭和29年）5月3日 - 市羽村は小貝村と合併し市貝村が発足。同日市羽村は廃止。6つの大字は市貝村に継承。

### 変遷
| 1868年 以前 | 1868年 以前 | 明治22年 4月1日 | 昭和29年 5月3日 | 昭和47年 1月1日 | 現在   |
| ----------- | ----------- | --------------- | --------------- | --------------- | ------ |
|             | 市塙村      | 市羽村          | 市貝村          | 町制            | 市貝町 |
|             | 赤羽村      | 市羽村          | 市貝村          | 町制            | 市貝町 |
|             | 上根村      | 市羽村          | 市貝村          | 町制            | 市貝町 |
|             | 多田羅村    | 市羽村          | 市貝村          | 町制            | 市貝町 |
|             | 石下村      | 市羽村          | 市貝村          | 町制            | 市貝町 |
|             | 笹原田村    | 市羽村          | 市貝村          | 町制            | 市貝町 |

## 大字
現在はすべて市貝町の大字として継承されている。
- 市塙（いちはな）
- 赤羽（あかばね）
- 上根（かみね）
- 多田羅（たたら）
- 石下（いしおろし）
- 笹原田（ささはらだ）

## 経済

### 産業
農業
『大日本篤農家名鑑』によれば、市羽村の篤農家は若島、金井、仁平、苅部、鈴木、稲見、橋本、大塚、高田、永山などがいた。

## 人口・世帯

### 人口
総数 [単位： 人]
| 1891年（明治24年） | 4,881 |
| 1920年（大正 9年） | 5,757 |
| 1935年（昭和10年） | 6,545 |
| 1950年（昭和25年） | 8,573 |

### 世帯
総数 [単位： 世帯]
| 1920年（大正 9年） | 1,001 |
| 1935年（昭和10年） | 1,144 |
| 1950年（昭和25年） | 1,471 |

## 交通

### 鉄道
- 日本国有鉄道（ → 東日本旅客鉄道 → 真岡鐵道）
  - ■真岡線
    - 市塙駅

### 道路
- 二級国道
  - 国道123号

## 出身人物
- 藤平謹一郎（栃木県会議員、下野新聞社長）[2]